# Leo (filme)
Leo (bra: Um Motivo para Viver) é um filme britano-estadunidense de 2002, do gênero drama, dirigido por Mehdi Norowzian.

## Elenco
- Joseph Fiennes (Stephen)
- Elisabeth Shue (Mary Bloom)
- Justin Chambers (Ryan)
- Sam Shepard (Vic)
- Dennis Hopper (Horace)
- Deborah Kara Unger (Caroline)
- Mary Stuart Masterson (Brynne)
- Jake Weber (Ben Bloom)
- James Middleton (Louis)
- Davis Sweatt (Leo - 11 anos)
- Don Baker (Jack)
- David Burke (Thomas Kingsley)
- Amie Quigley (Ruth Livingstone)